# Colcoz

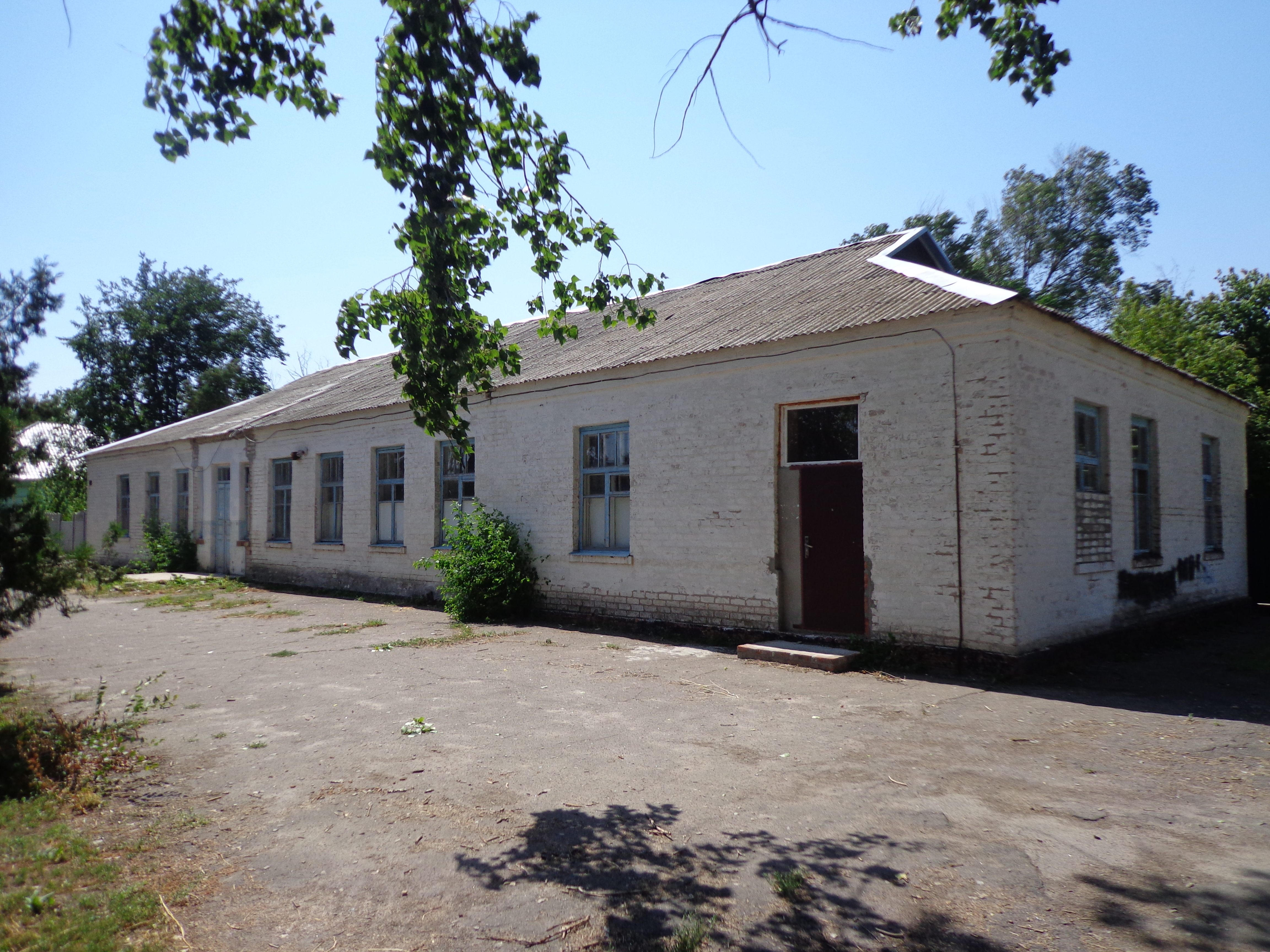
Colcoz abandonado na Ucrânia

Colcoz (em russo: колхоз; romaniz.: kolkhlz, forma reduzida de коллективное хозяйство, kollektívnoe khozyáistvo, "estabelecimento ou unidade de produção coletiva") (plural: kolkhozy ou colcozes) é um tipo de propriedade rural coletiva, típica da antiga União Soviética, no qual os camponeses (os colcozianos) formavam uma cooperativa de produção agrícola. Os meios de produção (terra, equipamento, sementes etc.) eram fornecidos pelo Estado, ao qual era destinada uma parte fixa da produção. Havia, também, fazendas de pesca.

## História
Os colcoses (kolkhozy) constituíram a base do sistema de coletivização da agricultura na União Soviética, implantado após a vitória da Revolução de Outubro, com base no código agrário de 1922. Embora os trabalhadores tivessem a posse conjunta dos bens do colcoz com exceção da terra (que havia sido nacionalizada em 1917), o colcoz não seguia integralmente o padrão das cooperativas: seus trabalhadores (assim como os dos sovcozes) eram proibidos de deixar suas propriedades, e recebiam salário proporcional ao seu trabalho e não ao excedente de produção. Seu processo decisório também não seguia o padrão das cooperativas, pois as assembleias dos colcozes se limitavam a reproduzir as decisões governamentais. O processo de privatização das cooperativas foi iniciado em 1992, após a dissolução da União Soviética em 1991.

## Dados numéricos dos colcozes esovcozesna União Soviética
| Ano  | Número de colcozes | Número de sovcozes | Tamanho dos colcozes em hectares | Tamanho dos sovcozes em hectares | Proporção dos colcozes na agricultura nacional | Proporção dos sovcozes na agricultura nacional | Proporção das famílias na agricultura nacional |
| ---- | ------------------ | ------------------ | -------------------------------- | -------------------------------- | ---------------------------------------------- | ---------------------------------------------- | ---------------------------------------------- |
| 1960 | 44 000             | 7 400              | 6 600                            | 26 200                           | 44%                                            | 18%                                            | 38%                                            |
| 1965 | 36 300             | 11 700             | 6 100                            | 24 600                           | 41%                                            | 24%                                            | 35%                                            |
| 1970 | 33 000             | 15 000             | 6 100                            | 20 800                           | 40%                                            | 28%                                            | 32%                                            |
| 1975 | 28 500             | 18 100             | 6 400                            | 18 900                           | 37%                                            | 31%                                            | 32%                                            |
| 1980 | 25 900             | 21 100             | 6 600                            | 17 200                           | 35%                                            | 36%                                            | 29%                                            |
| 1985 | 26 200             | 22 700             | 6 500                            | 16 100                           | 36%                                            | 36%                                            | 28%                                            |
| 1990 | 29 100             | 23 500             | 5 900                            | 15 300                           | 36%                                            | 38%                                            | 26%                                            |

Fonte: Anuário estatístico da União Soviética (vários anos). Moscou. Comitê estatístico estatal da União Soviética.